# زیمینو
زیمینو (به لاتین: Zimino) یک منطقهٔ مسکونی در روسیه است که در سرزمین آلتای واقع شده‌است.